# Družba Kćeri Božje ljubavi
Družba Kćeri Božje ljubavi (lat. Congregatio Filiae Divinae Caritatis, skr. FDC) je katolička ženska redovnička družba.
Družba ima oko tisuću članica (1040, 2017.) na četirima kontinentima (Europi, Amerikama i Africi) i u devetnaest država. Ustrojena je u sedam provincija i četiri viceprovincije.

## Povijest
Osnovala ju je Majka Franziska Lechner u Beču 1868. godine, sa željom da članice Družbe trebaju biti „službenice i oruđe Božje ljubavi”. Lechner je uzela Pravilo sv. Augustina za svoju družbu i sama sastavila Konstitucije. Svrha Družbe bila je pružiti siromašnim djevojkama i kućnim pomoćnicama dom, odgoj i obrazovanje, a danas članice pomažu djevojkama iz malih sredina pri snalaženju kad dođu u veliki grad. Uz to, osnivačica je otvorila sirotišta, internate i škole za siromašnu djecu.
Početci Franziskina djelovanja su u sjedištu Austro-Ugarske Monarhije, Beču. U glavnome je gradu podigla kuću Maticu iz koje su osnivani mnogi samostani, zavodi i internati diljem Monarhije. Generalna uprava Družbe boravila je u bečkoj matičnoj kući sve do 1. prosinca 1968. Te godine središte Družbe preselilo se u Grottaferratu kod Rima u Italiju.
Raspadom Austro-Ugarske brojne ustanove i samostani kojima je upravljala Družba više nisu bili u istoj državi pa se nije moglo upravljati iz istog grada. Dugo se razgovaralo i na kraju se pristupilo osnivanju provincija radi lakšeg upravljanja zajednicama i lakše formacije te djelovanja sestara u novonastalim zemljama. Tako su već 11. listopada 1919. osnovane provincije s pripadajućim izabranim vodstvima u Češkoj, Mađarskoj, Jugoslaviji i Poljskoj. Vodstva je potvrdila prva nasljednica utemeljiteljice Franziske Lechner, s. M. Ignacija Egger.
Širenje Družbe već je počelo 1913., kad je M. Ignacija poslala dvije časne sestre u Sjevernu Ameriku, 1920. prve su pripadnice Družbe u Južnoj Americi, u Brazilu kod njemačkih iseljenika. Već 1926. šire se dalje po Brazilu ka tropskim predjelima te Brazil dobiva dvije provincije, Sjeverni i Južni Brazil. Poslije toga Družba se širila i na druge kontinente i u druge države.
Nacionalizacijom u BiH, koja je bila Odlukom Odjeljenja za agrarnu reformu i kolonizaciju Ministarstva poljoprivrede i stočarstva NR BiH od 27. siječnja 1947., a temeljem Saveznog zakona o agrarnoj reformi i kolonizaciji od 23. kolovoza 1945., eksproprijacijom je Družbi oduzeto zemljište u k.o. Koševo od 243 430 m2, u k.o. Pale 80 510 m2, u k.o. Hrasnica 18 743 m2, u k.o. Kolovrat 293 300 m2 sa svim zgradama i postrojenjima na tim zemljištima i s cjelokupnim živim i mrtvim poljoprivrednim inventarom izuzev manjeg dijela živog inventara na Josipovcu.
Hrvatska i Bosna i Hercegovina nalaze se u Provinciji Božje Providnosti, a u toj provinciji su još Albanija, Kosovo, Njemačka i Švicarska. Provincijska kuća je u Zagrebu, u Domu Gospe Lurdske u Zagrebu.
Članice Družbe koje su podnijele mučeništvo: Drinske mučenice i č.s. Danka Jurčević.
Rad Družbe u Ugandi prikazan je u hrvatskome dokumentarnom filmu Uganda - srce Afrike.

## Ustroj
Na čelu Družbe je vrhovna glavarica i njezino vijeće. Na čelu Provincija Družbe nalaze se provincijske glavarice. Ukupno je sedam Provincija: Provincija Božje Providnosti, Austrija, Južni Brazil, Poljska, SAD, Sjeveroistočni Brazil i Slovačka. Uz njih, djeluju i četiri viceprovincije (Češka, Engleska, Slovačka) sa svojim poglavaricama.
Plenarno vijeće održava se svakih šest godina, između dvaju generalnih kapitula, radi izmjene informacija, mišljenja i planova o djelatnostima Družbe.